# Conferencia Episcopal Italiana
La Conferencia Episcopal Italiana es una institución de la Iglesia católica de carácter permanente de acuerdo al Concilio Vaticano II.

## Función
La Conferencia Episcopal Italiana se reúne para colegiar sus actividades y asocia a los obispos de Italia para establecer directrices de gobierno pastoral de acuerdo con lo que pide la Iglesia católica. Es una de las conferencias episcopales más importantes por tener como miembro al mismo papa Francisco. 

### Asambleas
La manera en que se juntan para debatir, discutir y establecer directrices al menos una vez al año; en sesión extraordinaria, esto no quiere decir que no se reúnan en otras ocasiones, pues cuando surgen problemas particularmente importantes son convocados por la presidencia de la misma.
Cabe destacar, que al inicio de su sesión extraordinaria el papa los acompaña.

## Presidencia
El presidente de la Conferencia no es elegido por los miembros, sino nombrado por el Santo padre y resto de los miembros de la presidencia son electos por votación.
| Presidente                    | Vicepresidente por la Italia septentrional           | Vicepresidente por la Italia central | Vicepresidente por la Italia meridional | Secretario general              |
| ----------------------------- | ---------------------------------------------------- | ------------------------------------ | --------------------------------------- | ------------------------------- |
| Cardenal Matteo Maria Zuppi   | Erio Castellucci                                     | Giuseppe Andrea Salvatore Baturi     | Francesco Savino                        | Stefano Russo                   |
| Cardenal arzobispo de Bolonia | Arzobispo-abad de Modena-Nonantola y obispo de Carpi | Arzobispo de Cagliari                | Obispo de Cassano all'Jonio             | Obispo electo de Velletri-Segni |

## Secretaría general
El secretario general también es confirmado con el beneplácito del papa.
| Secretario    | Subsecretario   | Subsecretario        | Subsecretario   | Tesorero            |
| ------------- | --------------- | -------------------- | --------------- | ------------------- |
| Stefano Russo | Roberto Malpelo | Valentino Bulgarelli | Michele Gianola | Claudio Francesconi |

## Consejo de Asuntos Legales
El Consejo de asuntos legales está conformado por un presidente, un secretario y los miembros del consejo.

### Presidente
- Andrea Migliavacca, obispo de San Miniato

### Miembros
- Guglielmo Giombanco, obispo de Patti
- Franco Lovignana, obispo de Aosta
- Egidio Miragoli, obispo de Mondovì
- Pierantonio Pavanello, obispo de Adria-Rovigo

### Secretario
- Roberto Malpelo, Secretario del CEI, director nacional de las cuestiones legales

## Miembros de la Conferencia Episcopal Italiana
Los miembros de la Conferencia Episcopal Italiana (CEI) son:
Todos los arzobispos y Ooispos residenciales, los administradores y vicarios apostólicos, los administradores diocesanos, y los demás que por derecho se equiparan a los obispos diocesanos. Los arzobispos y obispos coadjutores y auxiliares. Los obispos titulares que ejerzan un oficio pastoral al servicio de toda la Iglesia en Italia, por encargo de la Santa Sede o de la Conferencia Episcopal.
En funciones son:
- Papa: 1
- Cardenales Arzobispos: 6
- Patriarca: 1
- Arzobispos: 57
- Obispos: 151
- Obispos Auxiliares: 23

Jubilados (eméritos) son:
- Cardenales Arzobispos: 5
- Cardenales Obispos: 1
- Arzobispos: 37
- Obispos: 95
- Obispos Auxiliares: 4

Total: 381 Obispos pertenecen a la Conferencia Episcopal Italiana

### Arzobispos
1. Giovanni Accolla, arzobispo de Messina-Lipari-Santa Lucía del Mela
2. Felice Accrocca, arzobispo de Benevento
3. Francesco Alfano, arzobispo de Sorrento-Castellammare di Stabia.
4. Marco Arnolfo, arzobispo de Vercelli
5. Marco Tasca, arzobispo de Génova
6. Gualtiero Bassetti, arzobispo de Perugia-Città della Pieve
7. Giovanni Paolo Benotto, arzobispo de Pisa
8. Vincenzo Bertolone, SdP, arzobispo de Catanzaro-Squillace
9. Giuseppe Betori, arzobispo de Florencia  obispo auxiliarFlorencia}
10. Renato Boccardo, arzobispo de Spoleto-Norcia
11. Luigi Bommarito, arzobispo emérito de Catania
12. Giancarlo Maria Bregantini, CSS, arzobispo de Campobasso-Boiano
13. Francesco Giovanni Brugnaro, arzobispo de Camerino-San Severino Marche
14. Antonio Buoncristiani, arzobispo de Siena-Colle di Val d'Elsa-Montalcino
15. Francesco Cacucci, arzobispo de Bari-Bitonto
16. Antonio Giuseppe Caiazzo, arzobispo de Matera-Irsina
17. Domenico Caliandro, arzobispo de Brindisi-Ostuni
18. Pasquale Cascio, arzobispo de Sant'Angelo dei Lombardi-Conza-Nusco-Bisaccia
19. Benvenuto Italo Castellani, arzobispo de Lucca
20. Erio Castellucci, arzobispo de Modena-Nonantola
21. Michele Castoro, arzobispo de Manfredonia-Vieste-San Giovanni Rotondo
22. Emidio Cipollone, arzobispo de Lanciano-Ortona
23. Piero Coccia, arzobispo de Pesaro
24. Luigi Conti, arzobispo de Fermo
25. Domenico Umberto D'Ambrosio, arzobispo de Lecce
26. Angelo De Donatis, vicario general de Roma
27. Bruno Forte, arzobispo de Chieti-Vasto
28. Lorenzo Ghizzoni, arzobispo de Rávena-Cervia
29. Domenico Graziani, arzobispo de Crotone-Santa Severina
30. Salvatore Gristina, arzobispo de Catania
31. Filippo Iannone, O. Carm., vicegerente de Roma.
32. Corrado Lorefice, arzobispo de Palermo
33. Santo Marciano, arzobispo de Italia, casterense
34. Andrea Bruno Mazzocato, arzobispo de Udine.
35. Edoardo Menichelli, arzobispo de Ancona-Osimo
36. Arrigo Miglio, arzobispo de Cagliari
37. Francesco Montenegro, arzobispo de Agrigento
38. Patriarca Francesco Moraglia, patriarca de Venecia
39. Luigi Moretti, arzobispo de Salerno-Campagna-Acerno
40. Donato Negro, arzobispo de Otranto
41. Francescantonio Nole, OFM Conv., arzobispo de Cosenza-Bisignano
42. Cesare Nosiglia, arzobispo de Turín
43. Salvatore Pappalardo, arzobispo de Siracusa
44. Vincenzo Pelvi, arzobispo de Foggia-Bovino
45. Michele Pennisi, arzobispo de Monreale
46. Gian Carlo Perego, arzobispo de Ferrara-Comacchio
47. Giuseppe Petrocchi, arzobispo de L'Aquila
48. Giovanni Battista Pichierri, arzobispo de Trani-Barletta-Bisceglie (Nazareth)
49. Carlo Maria Roberto Redaelli, arzobispo de Gorizia
50. Gian Franco Saba, arzobispo de Sassari
51. Ignacio Sanna, arzobispo de Oristano
52. Filippo Santoro, arzobispo de Taranto
53. Giuseppe Satriano, arzobispo de Rossano-Cariati
54. Angelo Scola, arzobispo de Milán
55. Crescenzio Sepe, arzobispo de Nápoles
56. Francesco Sirufo, arzobispo de Acerenza
57. Orazio Soricelli, arzobispo de Amalfi-Cava de 'Tirreni
58. Giovanni Tani, arzobispo de Urbino-Urbania-Sant'Angelo in Vado
59. Lauro Tisi, arzobispo de Trento
60. Tommaso Valentinetti, arzobispo de Pescara-Penne
61. Luigi Vari, arzobispo de Gaeta
62. Salvatore Visco, arzobispo de Capua
63. Matteo Maria Zuppi, arzobispo de Bolonia

### Obispos
1. Franco Agostinelli, obispo de Prato
2. Arturo Aiello, obispo de Avellino
3. Excmo. Mons.Gianni Ambrosio, obispo de Piacenza-Bobbio
4. Excmo. Mons.. Vito Angiuli, obispo de Ugento-Santa Maria di Leuca
5. Excmo. Mons.Gerardo Antonazzo, obispo de Sora-Cassino-Aquino-Pontecorvo
6. Vincenzo Apicella, obispo de Velletri-Segni
7. Excmo. Mons.Giacomo Babini, obispo emérito de Grosseto
8. Excmo. Mons.Alfonso Badini Confalonieri, obispo de Susa
9. Excmo. Mons.Domenico Battaglia, obispo de Cerreto Sannita-Telese-Sant'Agata de 'Goti
10. Excmo. Mons.Francesco Beschi, obispo de Bérgamo
11. Cristiano Bodo, obispo de Saluzzo
12. Leonardo Antonio Paolo Bonanno, obispo de San Marco Argentano-Scalea
13. Guglielmo Borghetti, obispo de Albenga-Imperia
14. Franco Giulio Brambilla, obispo de Novara
15. Carlo Bresciani, obispo de San Benedetto del Tronto-Ripatransone-Montalto
16. Marco Brunetti, obispo de Alba (Pompea)
17. Gianmarco Busca, obispo de Mantova
18. Massimo Camisasca, FSCB, obispo de Reggio Emilia-Guastalla
19. Domenico Cancian, FAM, obispo de Città di Castello
20. Luigi Antonio Cantafora, obispo de Lamezia Terme
21. Oscar Cantoni, obispo de Como
22. Roberto Carboni, OFM Conv., obispo de Ales-Terralba
23. Alceste Catella, obispo de Casale Monferrato
24. Excmo. Mons.. Francesco Cavina, obispo de Carpi
25. Mario Ceccobelli, obispo de Gubbio
26. Edoardo Aldo Cerrato, obispo de Ivrea
27. Rodolfo Cetoloni, OFM, obispo de Grosseto
28. Giovanni Checchinato, obispo de San Severo
29. Carlo Ciattini, obispo de Massa Marittima-Piombino
30. Camillo Cibotti, obispo de Isernia-Venafro
31. Claudio Cipolla, obispo de Padua (Padua)
32. Domenico Cornacchia, obispo de Molfetta-Ruvo-Giovinazzo-Terlizzi
33. Giampaolo Crepaldi, obispo de Trieste
34. Mariano Crociata, obispo de Latina-Terracina-Sezze-Priverno
35. Carmelo Cuttitta, obispo de Ragusa
36. Giovanni D'Alise, obispo de Caserta
37. Piergiorgio Debernardi, obispo de Pinerolo
38. Piero Delbosco, obispo de Cuneo
39. Antonio De Luca, C.SS.R., obispo de Teggiano-Policastro
40. Gianfranco De Luca, obispo de Termoli-Larino
41. Giovanni D'Ercole, FDP, obispo de Ascoli Piceno
42. Giacomo Cirulli, obispo de Teano-Calvi y Alife-Caiazzo
43. Antonio Di Donna, obispo de Acerra
44. Giuseppe Favale, obispo de Conversano-Monopoli
45. Roberto Filippini, obispo de Pescia
46. Fernando Tarcisio Filograna, obispo de Nardò-Gallipoli
47. Riccardo Fontana, obispo de Arezzo-Cortona-Sansepolcro
48. Excmo. Mons.Pietro Maria Fragnelli, obispo de Trapani
49. Lino Fumagalli, obispo de Viterbo
50. Demetrio Giorgio Gallaro, obispo de Piana degli Albanesi (italo-albanés)
51. Guido Welsh, obispo de Alejandría (Paglia)
52. Gianfranco Agostino Gardin, OFM Conv., obispo de Treviso
53. Maurizio Gervasoni, obispo de Vigevano
54. Tommaso Ghirelli, obispo de Imola
55. Daniele Gianotti, obispo de Crema
56. Guglielmo Giombanco, obispo de Patti
57. Rosario Gisana, obispo de Piazza Armerina
58. Giuseppe Giudice, obispo de Nocera Inferiore-Sarno
59. Giuseppe Giuliano, obispo de Lucera-Troia
60. Simone Giusti, obispo de Livorno
61. Giovanni Intini, obispo de Tricarico
62. Pietro Lagnese, obispo de Ischia
63. Francesco Lambiasi, obispo de Rimini
64. Lorenzo Loppa, obispo de Anagni-Alatri
65. Franco Lovignana, obispo de Aosta
66. Maurizio Malvestiti, obispo de Lodi
67. Gabriele Mana, obispo de Biella
68. Ernesto Mandara, obispo de Sabina-Poggio Mirteto
69. Francesco Manenti, obispo de Senigallia
70. Stefano Manetti, obispo de Montepulciano-Chiusi-Pienza
71. Claudio Maniago, obispo de Castellaneta
72. Luigi Mansi, obispo de Andria
73. Vincenzo Manzella, obispo de Cefalu
74. Renato Marangoni, obispo de Belluno-Feltre
75. Excmo. Mons.Mosè Marcia, obispo de Nuoro
76. Nazzareno Marconi, obispo de Macerata-Tolentino-Recanati-Cingoli-Treia
77. Calogero Marino, obispo de Savona-Noli
78. Francesco Marino, obispo de Nola
79. Luigi Marrucci, obispo de Civitavecchia-Tarquinia
80. Raffaello Martinelli, obispo de Frascati
81. Mario Meini, obispo de Fiesole
82. Sergio Melillo, obispo de Ariano Irpino-Lacedonia
83. Corrado Melis, obispo de Ozieri
84. Pier Giorgio Micchiardi, obispo de Acqui
85. Andrea Migliavacca, obispo de San Miniato
86. Francesco Milito, obispo de Oppido Mamertina-Palmi
87. Ciro Minieri, obispo de Vallo della Lucania
88. Domenico Mogavero, obispo de Mazara del Vallo
89. Luciano Monari, obispo de Brescia
90. Mauro Maria Morfino, SDB, obispo de Alghero-Bosa
91. Antonio Walls, obispo de Lanusei
92. Salvatore Muratore, obispo de Nicosia
93. Ivo Muser, obispo de Bolzano-Bressanone Brixen
94. Antonio Napolioni, obispo de Cremona
95. Francesco Oliva, obispo de Locri-Gerace (-Santa Maria di muñecas)
96. Donato Oliverio, obispo de Lungro del Italo-albanés (Italo-albanés)
97. Vincenzo Carmine Orofino, obispo de Tursi-Lagonegro
98. Luciano Pacomio, obispo de Mondovi
99. Luigi Ernesto Palletti, obispo de La Spezia-Sarzana-Brugnato
100. Claudio Palumbo, obispo de Trivento
101. Mauro Parmeggiani, obispo de Tivoli
102. Gennaro Pascarella, obispo de Pozzuoli
103. Pierantonio Pavanello, obispo de Adria-Rovigo
104. Giuseppe Pellegrini, obispo de Concordia-Pordenone
105. Calogero Peri, OFM Cap., obispo de Caltagirone
106. Giuseppe Piemontese, OFM Conv., obispo de Terni-Narni-Amelia
107. Vincenzo Pisanello, obispo de Oria
108. Lino Pizzi, obispo de Forli-Bertinoro
109. Beniamino Pizziol, obispo de Vicenza
110. Corrado Pizziolo, obispo de Vittorio Veneto
111. Domenico Pompili, obispo de Rieti (S. Salvatore Maggiore)
112. Antonino Raspanti, obispo de Acireale
113. Francesco Guido Ravinale, obispo de Asti
114. Gino Reali, obispo de Porto-Santa Rufina
115. Douglas Regattieri, obispo de Cesena-Sarsina
116. Luigi Renna, obispo de Cerignola-Ascoli Satriano
117. Luigi Renzo, obispo de Mileto-Nicotera-Tropea
118. Giovanni Ricchiuti, obispo de Altamura-Gravina-Acquaviva delle Fonti
119. Gerardo Rocconi, obispo de Jesi
120. Giovanni Roncari, OFM Cap., obispo de Pitigliano-Sovana-Orbetello
121. Romano Rossi, obispo de Civita Castellana
122. Stefano Russo, obispo de Fabriano-Matelica
123. Mario Russotto, obispo de Caltanissetta
124. Corrado Sanguineti, obispo de Pavía
125. Sebastiano Sanguinetti, obispo de Tempio-Ampurias
126. Pietro Santoro, obispo de Avezzano
127. Giovanni Santucci, obispo de Massa Carrara-Pontremoli
128. Francesco Savino, obispo de Cassano all'Jonio
129. Michele Seccia, obispo de Teramo-Atri
130. Marcello Semeraro, obispo de Albano
131. Domenico Sigalini, obispo de Palestrina
132. Gualtiero Sigismondi, obispo de Foligno
133. Alberto Silvani, obispo de Volterra
134. Enrico Solmi, obispo de Parma (Fontevivo)
135. Domenico Sorrentino, obispo de Asís-Nocera Umbra-Gualdo Tadino
136. Angelo Spina, obispo de Sulmona-Valva
137. Angelo Spinillo, obispo de Aversa
138. Ambrogio Spreafico, obispo de Frosinone-Veroli-Ferentino
139. Antonio Staglianò, obispo de Noto
140. Antonio Suetta, obispo de Ventimiglia-San Remo
141. Alberto Tanasini, obispo de Chiavari
142. Fausto Tardelli, obispo de Pistoia
143. Adriano Tessarollo, obispo de Chioggia
144. Mario Toso, S.D.B., obispo de Faenza-Modigliana
145. Armando Trasarti, obispo de Fano-Fossombrone-Cagli-Pergola
146. Andrea Turazzi, obispo de San Marino-Montefeltro
147. Benedetto Tuzia, obispo de Orvieto-Todi
148. Ovidio Vezzoli, obispo de Fidenza
149. Vittorio Francesco Viola, OFM, obispo de Tortona
150. Giovanni Paolo Zedda, obispo de Iglesias
151. Giuseppe Zenti, obispo de Verona

### Obispos auxiliares
1. Gennaro Acampa, obispo auxiliar de Nápoles
2. Franco María Giuseppe Agnesi, obispo auxiliar de Milán
3. Salvatore Angerami, obispo auxiliar de Nápoles
4. Nicolò Anselmi, obispo auxiliar de Génova
5. Lino Bortolo Belotti, obispo auxiliar de Bergamo
6. Mario Enrico Delpini, obispo auxiliar de Milán
7. Erminio De Scalzi, obispo auxiliar de Milán
8. Enzo Dieci, obispo auxiliar de Roma
9. Guerino Di Tora, obispo auxiliar de Roma
10. Marco Ferrari, obispo auxiliar de Milán
11. Guido Fiandino, obispo auxiliar obispo de Turín
12. Paolo Giulietti, obispo auxiliar de Perugia-Città della Pieve
13. Lucio Lemmo, obispo auxiliar de Nápoles
14. Lorenzo Leuzzi, obispo auxiliar de Roma
15. Paolo Augusto Lojudice, obispo auxiliar de Roma
16. Giuseppe Marciante, obispo auxiliar de Roma
17. Paolo Martinelli, OFM Cap., obispo auxiliar de Milán
18. Gianrico Ruzza, obispo auxiliar de Roma
19. Paolino Schiavon, obispo auxiliar obispo de Roma
20. Paolo Selvadagi, obispo auxiliar de Roma
21. Alessandro Staccioli, OMI, obispo auxiliar obispo de Siena-Colle di Val d'Elsa-Montalcino
22. Luigi Stucchi, obispo auxiliar de Milán
23. Pierantonio Tremolada, obispo auxiliar de Milán

### Arzobispos eméritos
1. Gaetano Bonicelli, arzobispo emérito de Siena-Colle di Val d'Elsa-Montalcino
2. Luigi Bressan, arzobispo emérito de Trento
3. Paolo Mario Virgilio Atzei, OFM Conv., arzobispo emérito de Sassari
4. Pietro Brollo, arzobispo emérito de Udine
5. Carlo Caffarra, arzobispo emérito de Bolonia
6. Antonio Cantisani, arzobispo emérito de Catanzaro-Squillace
7. Giuseppe Casale, arzobispo emérito de Foggia-Bovino
8. Felice Cece, arzobispo emérito de Sorrento-Castellammare di Stabia
9. Giuseppe Chiaretti, arzobispo emérito de Perugia-Città della Pieve
10. Giuseppe Costanzo, arzobispo emérito de Siracusa
11. Enzio d'Antonio, arzobispo emérito de Lanciano-Ortona
12. Dino De Antoni, arzobispo emérito de Gorizia
13. Salvatore De Giorgi, arzobispo emérito de Palermo
14. Salvatore Di Cristina, arzobispo emérito de Monreale
15. Armando Dini, arzobispo emérito de Campobasso-Boiano
16. Bernardo Fabio D'Onorio, OSB, arzobispo emérito de Gaeta
17. Angelo Fagiani, arzobispo emérito de Camerino-San Severino Marche
18. Carmelo Ferraro, arzobispo emérito de Agrigento
19. Franco Festorazzi, arzobispo emérito de Ancona-Osimo
20. Giuseppe Mani, arzobispo emérito de Cagliari
21. Francesco Marinelli, arzobispo emérito de Urbino-Urbania-Sant'Angelo in Vado
22. Giovanni Marra, arzobispo emérito de Messina-Lipari-Santa Lucia del Mela
23. Enrico Masseroni, arzobispo emérito de Vercelli
24. Giuseppe Molinari, arzobispo emérito de L'Aquila
25. Luigi Vittorio Mondello, arzobispo emérito de Reggio Calabria-Bova
26. Luigi Negri, arzobispo emérito de Ferrara-Comacchio
27. Salvatore Nunnari, arzobispo emérito de Cosenza-Bisignano
28. Benigno Luigi Papa, OFM Cap., arzobispo emérito de Tarento
29. Gerardo Pierro, arzobispo emérito de Salerno-Campagna-Acerno
30. Severino Poletto, arzobispo emérito de Turín
31. Paolo Rabitti, arzobispo emérito de Ferrara-Comacchio
32. Paolo Romeo, arzobispo emérito de Palermo
33. Michele Scandiffio, arzobispo emérito de Acerenza
34. Serafino Sprovieri, arzobispo emérito de Benevento
35. Agostino Superbo, arzobispo emérito de Potenza-Muro Lucano-Marsico Nuovo
36. Rocco Talucci, arzobispo emérito de Brindisi-Ostuni
37. Francesco Pio Tamburrino, OSB, arzobispo emérito de Foggia-Bovino
38. Dionigi Tettamanzi, arzobispo emérito de Milán
39. Pier Giuliano Tiddia, arzobispo emérito de Oristano
40. Settimio Todisco, arzobispo emérito de Brindisi-Ostuni
41. Giuseppe Verucchi, arzobispo emérito de Ravenna-Cervia

### Obispos eméritos
1. Giuseppe Andrich, obispo emérito de Belluno-Feltre
2. Giuseppe Anfossi, obispo emérito de Aosta
3. Giovanni Benedetti, obispo emérito de Foligno
4. Dante Bernini, obispo emérito de Albano
5. Luigi Bettazzi, obispo emérito de Ivrea
6. Eugenio Binini, obispo emérito de Massa Carrara-Pontremoli
7. Luca Brandolini, CM, obispo emérito de Sora-Aquino-Pontecorvo
8. Roberto Busti, obispo emérito de Mantova
9. Raffaele Calabro, obispo emérito de Andria
10. Martino Canessa, obispo emérito de Tortona
11. Egidio Caporello, obispo emérito de Mantova
12. Adriano Caprioli, obispo emérito de Reggio Emilia-Guastalla
13. Giacomo Capuzzi, obispo emérito de Lodi
14. Alberto Maria Careggio, obispo emérito de Ventimiglia-San Remo
15. Flavio Roberto Carraro, Cap. OFM, obispo emérito de Verona
16. Raffaele Castielli, obispo emérito de Lucera-Troia
17. Emanuele Catarinicchia, obispo emérito de Mazara del Vallo
18. Giuseppe Cavallotto, obispo emérito de Cuneo
19. Mario Cecchini, obispo emérito de Fano-Fossombrone-Cagli-Pergola
20. Lorenzo Chiarinelli, obispo emérito de Viterbo
21. Diego Coletti, obispo emérito de Como
22. Renato Corti, obispo emérito de Novara
23. Francesco Cuccarese, arzobispo emérito de Pescara-Penne
24. Angelo Daniel, obispo emérito de Chioggia
25. Mariano De Nicolò, obispo emérito de Rímini
26. Beniamino Depalma, CM, obispo emérito de Nola
27. Michele De Rosa, obispo emérito de Cerreto Sannita-Telese-Sant'Agata de 'Goti
28. Giovanni Dettori, obispo emérito de Ales-Terralba
29. Sebastiano Dho, obispo emérito de Alba (Pompea)
30. Giuseppe Di Falco, obispo emérito de Sulmona-Valva
31. Vincenzo Di Mauro, obispo emérito de Vigevano
32. Felice di Molfetta, obispo emérito de Cerignola-Ascoli Satriano
33. Giuseppe Fabiani, obispo emérito de Imola
34. Giuseppe Rocco Favale, obispo emérito de Vallo della Lucania
35. Sotìr Ferrara, obispo emérito de Piana degli Albanesi (Italo-Albanés)
36. Bruno Foresti, obispo emérito de Brescia
37. Nunzio Galantino, obispo emérito de Cassano all'Jonio
38. Esterino Lino Garavaglia, OFM Cap., obispo emérito de Cesena-Sarsina
39. Andrea Gemma, FDP, obispo emérito de Isernia-Venafro
40. Gervasio Gestori, obispo emérito de San Benedetto del Tronto-Ripatransone-Montalto
41. Carlo Ghidelli, arzobispo emérito de Lanciano-Ortona
42. Giovanni Paolo Gibertini, OSB, obispo emérito de Reggio Emilia-Guastalla
43. Luciano Giovannetti, obispo emérito de Fiésole
44. Giovanni Giudici, obispo emérito de Pavía
45. Claudio Giuliodori, obispo emérito de Macerata-Tolentino-Recanati-Cingoli-Treia
46. Giuseppe Guerrini, obispo emérito de Saluzzo
47. Gioacchino Illiano, obispo emérito de Nocera Inferiore-Sarno
48. Dante Lafranconi, obispo emérito de Cremona
49. Giacomo Lanzetti, obispo emérito de Alba (Pompea)
50. Delio Lucarelli, obispo emérito de Rieti (S. Salvatore Maggiore)
51. Vittorio Lupi, obispo emérito de Savona-Noli
52. Alfredo Magarotto, obispo emérito de Vittorio Veneto
53. Paolo Magnani, obispo emérito de Treviso
54. Giuseppe Malandrino, obispo emérito de Noto
55. Giuseppe Matarrese, obispo emérito de Frascati
56. Antonio Mattiazzo, obispo emérito de Padua  obispo auxiliar}
57. Carlo Mazza, obispo emérito de Fidenza
58. Rosario Mazzola, obispo emérito de Cefalu
59. Pietro Meloni, obispo emérito de Nuoro
60. Giuseppe Merisi, obispo emérito de Lodi
61. Francesco Micciché, obispo emérito de Trapani
62. Mario Milano, obispo emérito de Aversa
63. Antonio Napolitano, C.Ss.R., obispo emérito de Sessa Aurunca
64. Raffaele Nogaro, obispo emérito de Caserta
65. Mario Oliveri, obispo emérito de Albenga-Imperia
66. Giuseppe Orlandoni, obispo emérito de Senigallia
67. Antonino Orrù, obispo emérito de Ales-Terralba
68. Mario Paciello, obispo emérito de Altamura-Gravina-Acquaviva delle Fonti
69. Silvio Padoin, obispo emérito de Pozzuoli
70. Domenico Padovano, obispo emérito de Conversano-Monopoli
71. Tarcisio Pillolla, obispo emérito de Iglesias
72. Sergio Pintor, obispo emérito de Ozieri
73. Antioco Piseddu, obispo emérito de Lanusei
74. Ovidio Poletto, obispo emérito de Concordia-Pordenone
75. Eugenio Ravignani, obispo emérito de Trieste
76. Lucio Angelo Renna, O. Carm., obispo emérito de San Severo
77. Antonio Riboldi, IC, obispo emérito de Acerra
78. Vincenzo Rimedio, obispo emérito de Lamezia Terme
79. Salvatore Giovanni Rinaldi, obispo emérito de Acerra
80. Paolo Cardinal Romeo, arzobispo emérito de Palermo
81. Giulio Sanguineti, obispo emérito de Brescia
82. Antonio Santucci, obispo emérito de Trivento
83. Giovanni Scanavino, OSA, obispo emérito de Orvieto-Todi
84. Domenico Angelo Scotti, obispo emérito de Trivento
85. Gastone Simoni, obispo emérito de Prato
86. Bassano Staffieri, obispo emérito de La Spezia-Sarzana-Brugnato
87. Claudio Stagni, obispo emérito de Faenza-Modigliana
88. Elio Tinti, obispo emérito de Carpi
89. Paolo Urso, obispo emérito de Ragusa
90. Antonio Vacca, obispo emérito de Alghero-Bosa
91. Giancarlo Vecerrica, obispo emérito de Fabriano-Matelica
92. Pio Vittorio Vigo, obispo emérito de Acireale
93. Divo Zadi, obispo emérito de Civita Castellana
94. Ignazio Zambito, obispo emérito de Patti
95. Vincenzo Zarri, obispo emérito de Forli-Bertinoro
96. Francesco Zerrillo, obispo emérito de Lucera-Troia

### Obispos auxiliares eméritos
1. Paolo Gillet, obispo auxiliar emérito de Albano
2. Angelo Mascheroni, obispo auxiliar emérito de Milán
3. Vigilio Mario Olmi, obispo auxiliar emérito de Brescia
4. Andrea Veggio, obispo auxiliar emérito de Verona